# Polonizacja

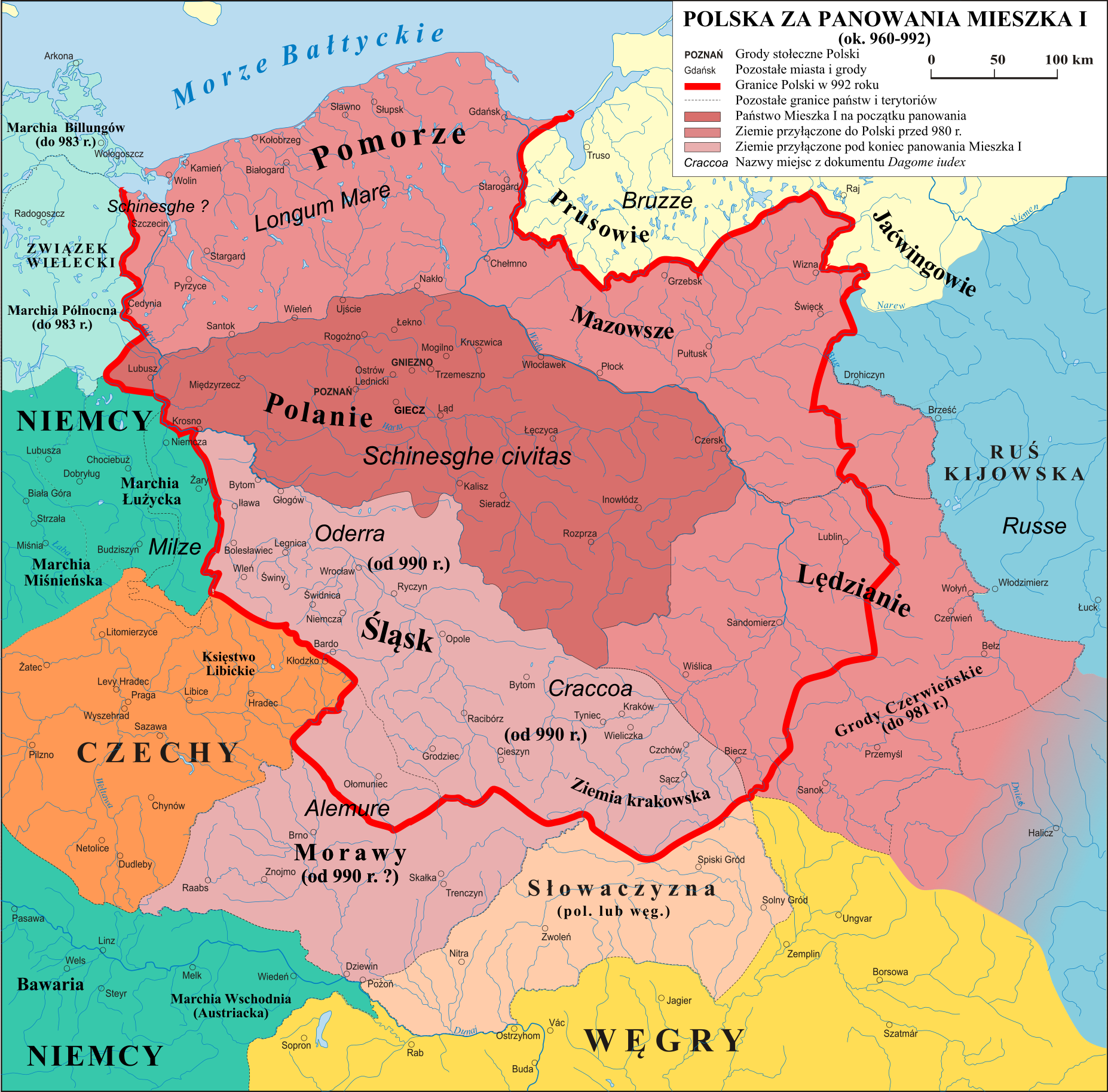
Civitas Schinesghe – przypuszczalny zasięg państwa Polan na początku panowania Mieszka I i ziemie przyłączone przez tego władcę

Polonizacja – proces przyswajania bądź narzucania języka lub kultury polskiej jednostkom i grupom społecznym funkcjonującym wcześniej w ramach innych kultur. Może zachodzić zarówno w wyniku mniej lub bardziej wyraźnego przymusu (np. administracyjnego, edukacyjnego), jak i mieć charakter dobrowolny, tzn. nie wiązać się z żadną bezpośrednią presją.
Polonizacja, podobnie jak i inne procesy asymilacyjne, zachodziła w szczególności w sytuacji, gdy element polski wyraźnie dominował w danej społeczności terytorialnej, natomiast przyjęcie języka polskiego wiązało się z podniesieniem własnego prestiżu, statusu społecznego itp. Polonizacja w takim sensie zachodziła na przestrzeni wieków np. wśród szlachty Rusi oraz Litwy, które przyjmowały za własny język polski, przejmując także polski tryb życia, w znacznym stopniu rezygnując przy tym z własnych tradycji, języka i kultury. Administracyjne działania zmierzające do polonizacji mniejszości narodowych próbowano prowadzić w II RP pod wpływem programu politycznego unifikacji Narodowej Demokracji. Zdecydowane działania polonizacyjne pozostałych po II wojnie światowej na terenie kraju przedstawicieli mniejszości narodowych prowadziła administracja państwowa PRL.

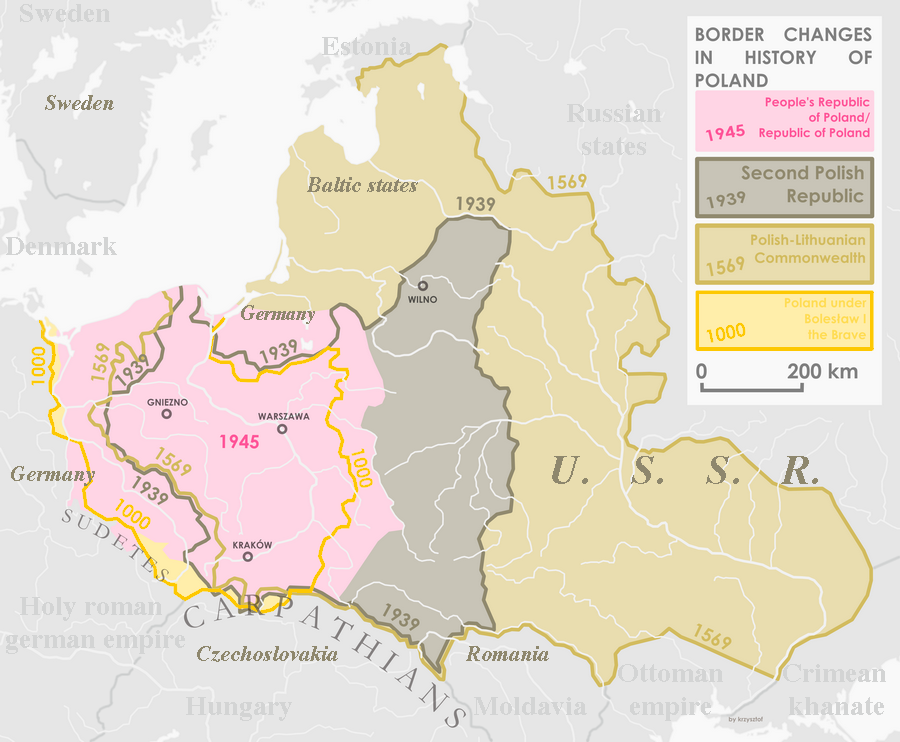
Porównanie zasięgu państwa polskiego od roku 1000 do 1946

## Demografia
Społeczeństwo I Rzeczypospolitej składało się przede wszystkim z Polaków, Litwinów i Rusinów. W 1618 przedstawicieli tych narodowości było w przybliżeniu kolejno 4,5 mln, 0,75 mln i 5 mln na łączną liczbę 11 mln mieszkańców państwa. Istotne mniejszości stanowili m.in. Łotysze, Niemcy i Żydzi. Polacy, ze względu na przyłączenie znacznych terenów Rusi, nie stanowili większości.
Rzeczywista przynależność etniczna miała jednak drugorzędne znaczenie. Wśród wyższych warstw społeczeństwa Litwy i Rusi następował szybki proces polonizacji, wyrażający się przede wszystkim w rozpowszechnieniu języka i kultury polskiej, a także religii katolickiej. Liczba osób, które ze względu na używany język i przyjętą kulturę można by określić jako Polaków, wzrastała stopniowo z około 40% społeczeństwa w 1650 do 50% w 1791. Polonizacja wynikała z wyższego rozwoju kulturalnego, gospodarczego i administracyjnego Korony. To w niej znajdowały się główne instytucje państwowe (urzędy stołeczne, trybunały, dwór królewski), największe miasta, a także drugi najstarszy uniwersytet w Europie Środkowej. Proces ten, a także kolonizacja Rusi polskimi osadnikami, doprowadziły do napięć na tle społecznym. Ważnym ich czynnikiem była wyznawana religia. Większość przedstawicieli szlachty polskiej i spolonizowanej była katolikami lub protestantami, natomiast ludność chłopska na wschodnich ziemiach Rzeczypospolitej wyznawała prawosławie. Konflikty dodatkowo narosły po zawiązaniu unii brzeskiej.
Pod wpływem reformacji duża część szlachty przyjęła wyznania protestanckie (luteranizm, kalwinizm i bracia polscy). Różnorodność wyznawanych religii, a także tolerancyjne traktowanie jednej z największych w Europie mniejszości żydowskich, sprawiły, że Rzeczpospolita zyskała przydomek „państwa bez stosów”. Wprawdzie w efekcie kontrreformacji większość szlachty powróciła do kościoła katolickiego, ale proces ten przebiegał pokojowo, głównie poprzez propagandę i szkolnictwo jezuickie. Dopiero po potopie szwedzkim doszło do prześladowań braci polskich i ich wygnania z kraju.
Polska w okresie międzywojennym była krajem wielonarodowościowym, w którym Polacy stanowili od 64% do 69% populacji. W pewnych rejonach Polacy stanowili mniejszość, na przykład na Kresach Wschodnich, gdzie przewagę mieli Ukraińcy (identyfikowani wówczas z Rusinami), Białorusini lub Litwini. Polacy przeważali jednak na Wileńszczyźnie (75%), w ówczesnym województwie lwowskim oraz tarnopolskim (52%). Na zachodzie przeważali w niektórych okolicach Niemcy. W wielu miasteczkach (szczególnie na wschodzie kraju) dominowała ludność żydowska.
W Narodowym Spisie Powszechnym z 2002 r. ponad 96% ankietowanych zadeklarowało narodowość polską, 1,23% (471,5 tys. osób) zadeklarowało przynależność do innej narodowości, natomiast 2,03% ludności (774,9 tys. osób) nie określiło swej przynależności narodowościowej. Najbardziej liczne mniejszości narodowe i etniczne stanowią Ślązacy (173,2 tys.) Niemcy (152,9 tys.), Białorusini (48,7 tys.), Ukraińcy (31,0 tys.), Romowie (12,9 tys.), Rosjanie (6,1 tys.), Łemkowie (5,9 tys.) i Litwini (5,8 tys.).

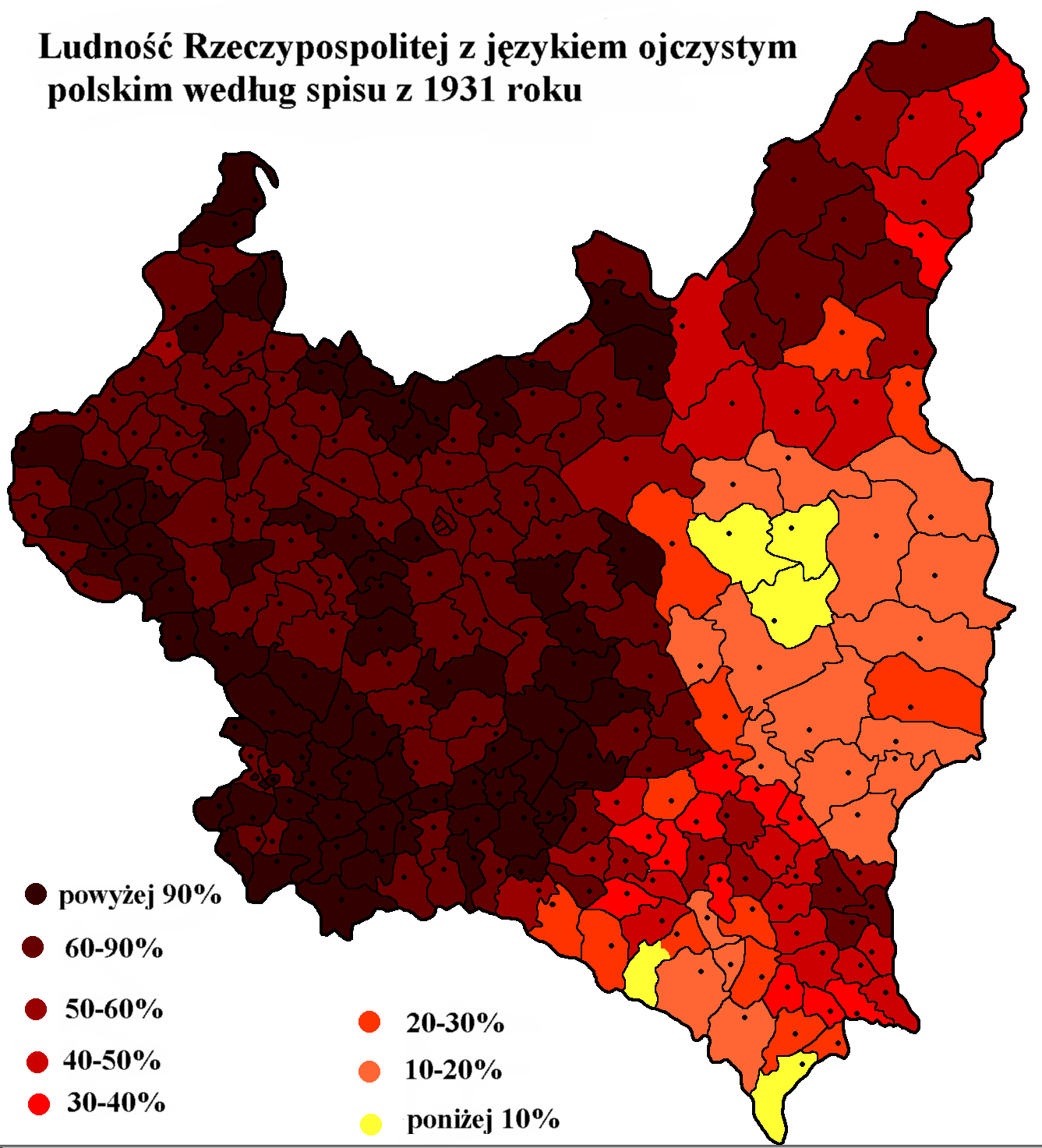
Ludność Rzeczypospolitej z językiem ojczystym polskim według spisu statystycznego z 1931 roku

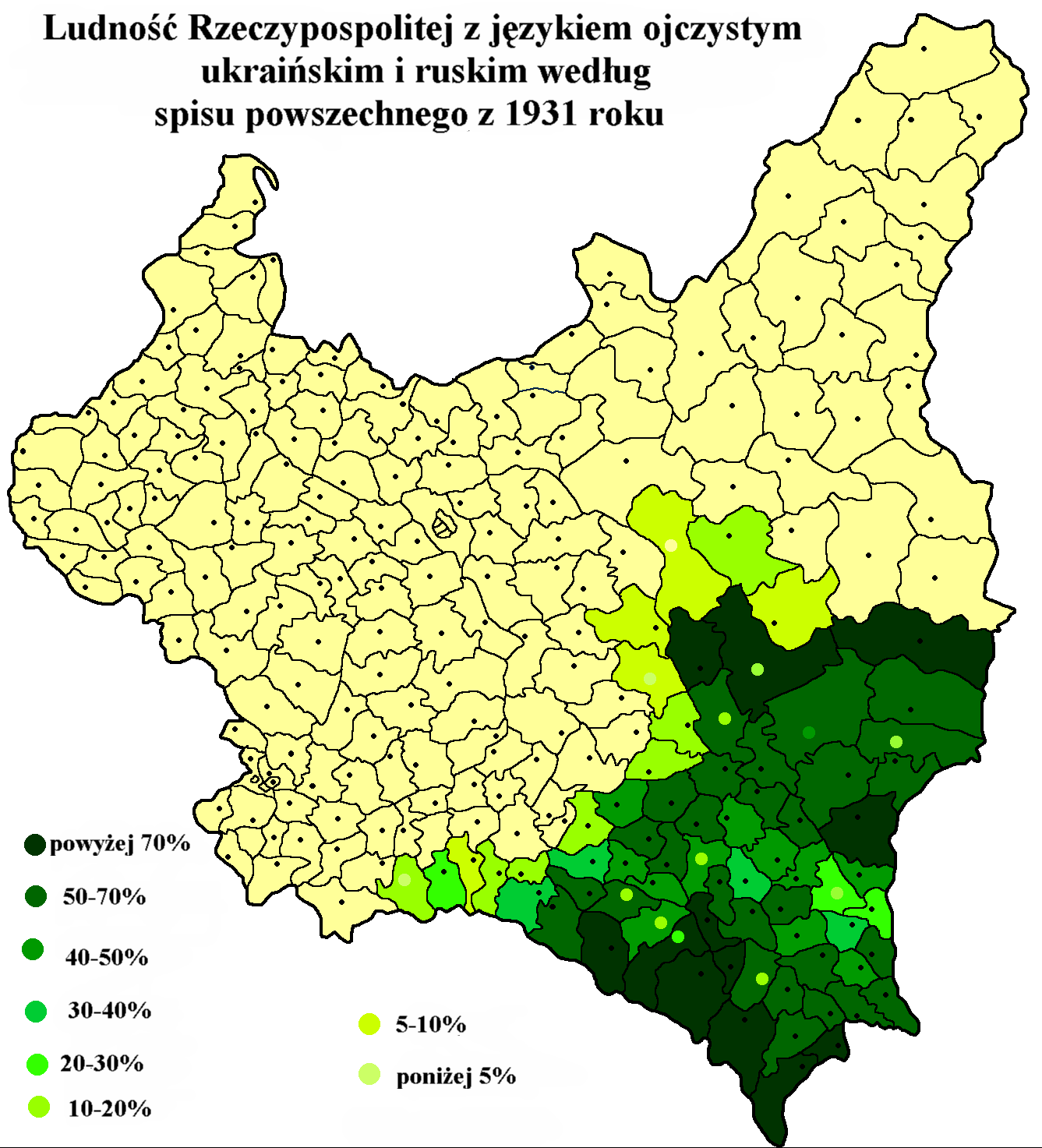
Ludność Rzeczypospolitej z językiem ojczystym ukraińskim i ruskim, według spisu powszechnego 1931 roku

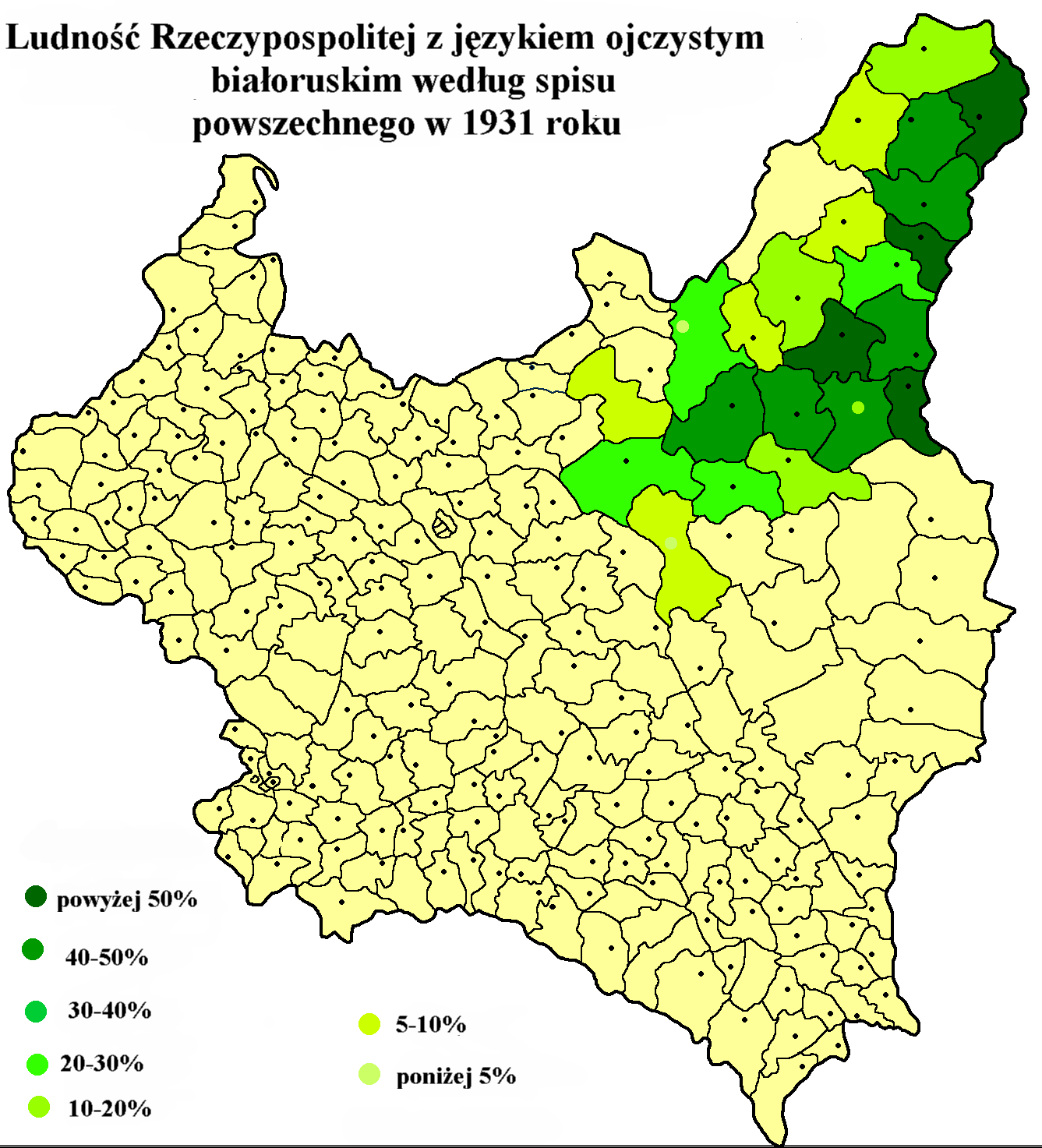
Ludność Rzeczypospolitej z językiem ojczystym białoruskim, według spisu powszechnego 1931 roku

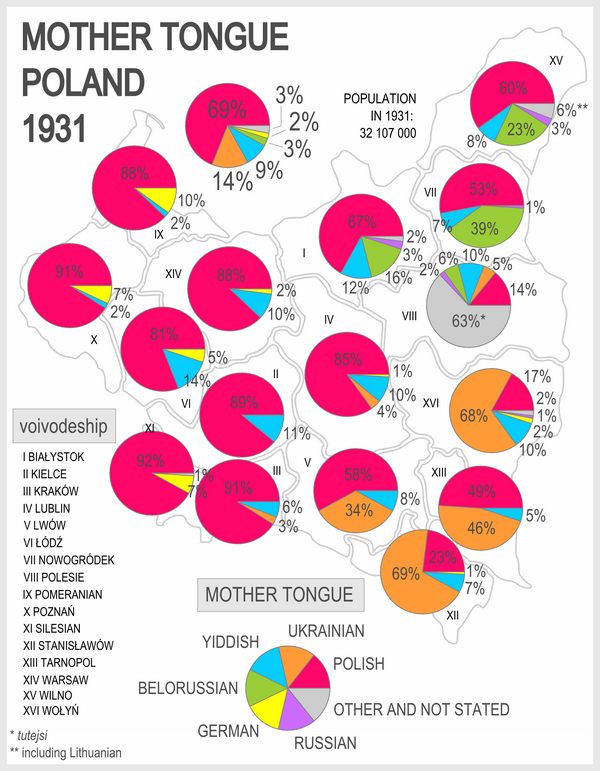
Język ojczysty w województwach według spisu z 1931 r.

## Polonizacja Prus
Prusowie najeżdżani byli już w IX wieku, jednak bez trwałych efektów. Gdy nie powiodła się misja chrystianizacyjna biskupów Wojciecha w roku 997 i Brunona z Kwerfurtu w roku 1009, doszło do polskich wypraw Bolesława Chrobrego. Kolejne wyprawy, w latach 1107–1108 i 1110–1111, zorganizował Bolesław Krzywousty. Również nie przyniosły one spodziewanych efektów, podobnie jak misja biskupa ołomunieckiego Henryka Zdika w 1141 r.
W 1147 r. odbyła się wyprawa na Prusy, zorganizowana przez Bolesława Kędzierzawego na fali zainteresowania drugą krucjatą lewantyńską. Prusowie jednak zorganizowali odwet i najechali na polskie ziemie w roku 1149. Kolejne wyprawy w latach 1149–1157 zaowocowały podbiciem części ziem pruskich. Kolejna próba chrystianizacji nie powiodła się na skutek buntu Prusów, a w roku 1166 zginął w karnej wyprawie młodszy brat Bolesława, książę Henryk Sandomierski.
W XIII w. udanego i trwałego podboju Prus dokonali Krzyżacy. Podbici Prusowie przejęli z biegiem lat język i kulturę niemiecką, natomiast na południu i wschodzie zasymilowali się z Polakami (Mazurami) i Litwinami. Pogańskie obyczaje Prusów przetrwały sporadycznie w Sambii do pierwszej połowy XVI w. Jeszcze w 1561 r. pastor Abel Will z Pobethen opublikował Mały katechizm Marcina Lutra w języku pruskim, jednak mowa ta ostatecznie wymarła na przełomie XVII i XVIII wieku.
W okresie administrowania dobrami kapituły warmińskiej przez Mikołaja Kopernika kontynuowany był proces intensywnego zagospodarowywania ziem spustoszonych w wyniku wojen z zakonem krzyżackim, sprowadzania osadników i osadzania ich we wsiach, wymiany gospodarstw chłopskich i dbałości o uprawę ziemi. Kopernik podróżował często po administrowanych terenach. Zapisy potwierdzają, że w opustoszałych wsiach polskich Kopernik chętnie lokował chłopów napływających z Mazowsza. W Locationes mansorum desertorum figuruje wielu Wojtków, Szczepanów, Stanisławów, Andrzejów, którzy zasiedlając Warmię, przyczyniali się do jej polonizacji i zmieniali w sposób zasadniczy oblicze etniczne tego regionu – dotychczas charakteryzującego się przewagą ludności pochodzenia staropruskiego i kolonistów niemieckich.

## Próby polonizacji Pomorzan
W średniowieczu region Pomorza zamieszkiwany był przez słowiańskie plemiona: Pomorzan (Kaszubów) w części przedodrzańskiej oraz Połabian (Ranów, Wieletów, Obodrzyców i innych) w części zaodrzańskiej. Główne ośrodki znajdowały się w (licząc od wschodu) Gdańsku, Kołobrzegu, Wolinie (potem Szczecinie), Arkonie.
Ziemie między ujściami Wisły i Odry podbite zostały przez władców polskich, jednak przy każdym osłabieniu władzy centralnej górę brały dążenia do odzyskania niezależności. Pierwszy swoją władzę nad całym Pomorzem między Wisłą a Odrą rozciągnął najprawdopodobniej Mieszko I. Ponownego podboju dokonywali Kazimierz Odnowiciel oraz Bolesław Krzywousty. W 1090 Sieciech, palatyn Bolesława Krzywoustego, poprzez dowodzone przez siebie rycerstwo polskie zdołał na krótko opanować i przyłączyć Pomorze Gdańskie. W ważniejszych grodach pomorskich umieszczono polskie załogi, resztę spalono, w celu pozbycia się oporu. W kilka miesięcy później doszło do buntu miejscowych elit, który doprowadził do przywrócenia stanu niezależności od Księstwa Polskiego.
W wyniku naporu Sasów do XIII wieku całe Pomorze zaodrzańskie znalazło się w granicach Cesarstwa.
W czasie rozbicia dzielnicowego Pomorze przedodrzańskie praktycznie uniezależniło się od Korony pod rządami rodu Gryfitów. Księstwa Gryfitów, choć sięgnęły po część ziem zaodrzańskich, same podatne były na rozbicie i w 1181 roku popadły w silną zależność lenną od Cesarstwa. Bliższe związki z Krakowem wykazywało Pomorze Gdańskie, które po rządach lokalnej dynastii wróciło pod władzę Łokietka, aby niemal natychmiast w 1308 roku zostać zdobytym przez Krzyżaków.

## Polonizacja Litwy
Element etnicznie polski zaczął napływać na Litwę od czasów średniowiecza, i procentowo stanowił mniejszość wśród żywiołu litewskiego i białoruskiego. Większość polskich osadników pochodziła z Mazowsza. W XVI wieku była to najgęściej zaludniona kraina na ziemiach polskich, z której pochodził główny żywioł zasiedlający Mazury, Podlasie, Litwę, Ruś Czerwoną, a także Prusy.
Język polski został przyjęty na Litwie przez warstwy polityczne i kulturowo czynne w połowie XVI wieku, chociaż stopniowa polonizacja miejscowej szlachty sięgała początkami wieku XV. Polonizacja Litwy była rezultatem procesów historycznych, tj. unii polsko-litewskiej, ale przede wszystkim unii lubelskiej (1569), chrystianizacji Litwy (właściwej) (w 1387 r. Auksztoty, w 1413 r. – Żmudzi). W dziedzinie sztuki i architektury przejawy polonizacji poprzez napływ zachodnich idei jest jednak najstarszy i sięga XIV w. Świadectwami wczesnego gotyku na Litwie są m.in. kościół św. Jana, podziemia katedry, kościół Franciszkanów i św. Mikołaja w Wilnie, zamek w Trokach, a nawet mury cerkwi Przeczystej Bogurodzicy w Wilnie. Głównym czynnikiem polonizującym stał się podobnie jak i na innych obszarach Rzeczypospolitej Kościół, dwór i miasto, gdzie na zasadzie przejmowania wzorów kulturowych warstwy społecznie niższe przejmowały wzory kulturowe warstw wyższych. W roku 1697 na Litwie, na wniosek miejscowej szlachty (tzw. zrównanie praw) wprowadzono język polski jako urzędowy, w miejsce dotychczas obowiązującego języka starobiałoruskiego. W wieku XVIII polonizacja ziem objętych granicami Rzeczypospolitej Obojga Narodów była procesem zakończonym, a polonizacja Wilna stanem dokonanym. Proces ten przebiegał bez nakazów i zakazów, bez przymusu, głównie pod wpływem dominacji cywilizacyjnej i oddziaływań administracyjnych (brakuje dowodów na przymus administracyjny).
Od XVIII wieku działalność edukacyjną w Wielkim Księstwie Litewskim prowadziła w sposób zorganizowany Komisja Edukacji Narodowej, Szkoła Główna Litewska oraz Cesarski Uniwersytet Wileński.
Po upadku powstania styczniowego, chcąc uniknąć kolejnego, władze rosyjskie przystąpiły do intensywnej rusyfikacji, m.in. poprzez zakaz nauczania w innych poza rosyjskim językach, co oznaczało, biorąc pod uwagę stan uprzedni, zakaz nauczania w języku polskim. Władze rosyjskie stosując zasadę divide et impera utworzyły też szkoły wychowujące młodzież chłopską w oderwaniu od kultury polskiej (Gimnazjum w Mariampolu). W rezultacie w końcu XIX w. wytworzyła się jeszcze niewielka elita inteligencka, która zapoczątkowała odrodzenie języka i kultury narodowej w opozycji do kultury polskiej (zob. Litwini w znaczeniu historycznym). W okresie międzywojennym język litewski został poddany zabiegom oczyszczenia z wpływów języków słowiańskich (głównie polskiego). Utworzona w 1988 r. na Litwie organizacja „Vilnija”, od początku miała antypolski charakter. Zarzuca ona Polsce i Polakom – w tym mniejszości polskiej na Litwie dążenie do polonizacji Litwy i oderwania Wileńszczyzny. Równocześnie Vilnija popiera litwinizację polskiej mniejszości, która według tej organizacji składa się ze spolszczonych Litwinów, których należy „przywrócić do ich korzeni”. Organizacja domaga się m.in. zaprzestania działalności szkół nielitewskich (polskich) na Litwie i zmniejszenia wpływu partii politycznej polskiej mniejszości (Akcja Wyborcza Polaków na Litwie). Vilnija prowadzi także kampanie historyczno-propagandowe, m.in. domagając się polskich przeprosin za bunt Żeligowskiego i międzywojenną „okupację litewskiego Wilna”, a także demonizując AK, oskarżając ją o ludobójstwo na Litwinach (m.in. wyolbrzymiając mord w Dubinkach).

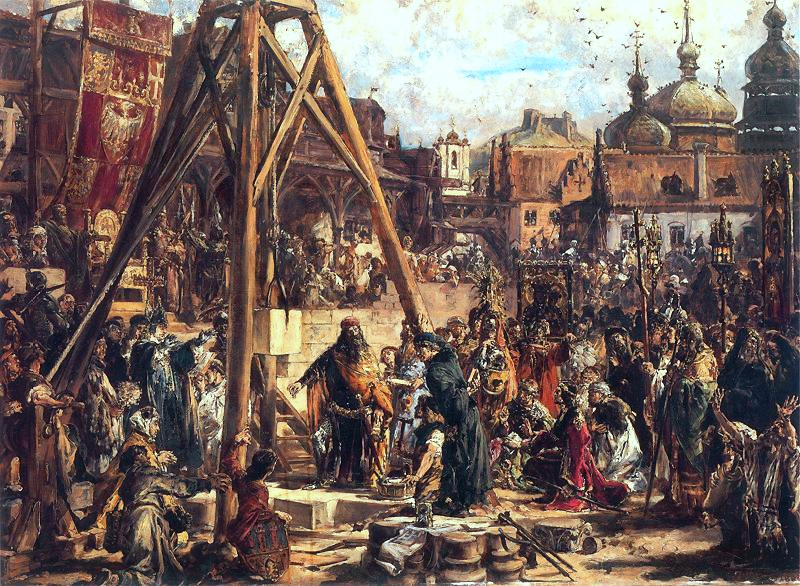
Powtórne zajęcie Rusi. Bogactwo i oświata. R.P. 1366., obraz Jana Matejki

## Polonizacja Słowian wschodnich
W 1323 r. zmarli (zapewne otruci) dwaj ostatni książęta z dynastii Rurykowiczów halickich, a pretensje do ziem Księstwa wołyńsko-halickiego wysunęli władcy: polski Władysław Łokietek, węgierski Karol Robert, mazowiecki Trojden I, oraz litewski Giedymin. Kandydatura mazowiecka początkowo wydawała się najsłabsza, syn Trojdena I – Bolesław był jednak osobą, na którą mogły się zgodzić wszystkie strony konfliktu, licząc, że będą w stanie roztoczyć pełne zwierzchnictwo nad młodym Piastowiczem.
Wyprawa zbrojna na Ruś pod wodzą Władysława Łokietka, z posiłkami Karola Roberta, ruszyła jeszcze pod koniec 1323 lub na początku roku następnego. Koalicjantom z powodzeniem udało się pokonać siły wrogie panowaniu na Rusi mazowieckiego Piasta. Jednak z biegiem lat jego panowania miejscowi zarzucili mu nadmierną opiekę nad mieszczanami i cudzoziemcami, porzucenie prawosławia, zbyt łagodne traktowanie katolickiego kleru i ograniczenie wpływów panów wołyńskich. Jak zapisał jeden z roczników polskich Bolesław Jerzy „usiłował zmienić ich prawa i obyczaje”, co oczywiście nie wpłynęło pozytywnie na jego popularność wśród miejscowych bojarów. Bolesław Jerzy II zmarł bezpotomnie 7 kwietnia 1340, jak zgodnie informują współczesne źródła, otruty przez bojarów. Podpisany dwa lata wcześniej układ otworzył wtedy przed Kazimierzem Wielkim widoki na powrót ziem ówczesnej Rusi Halickiej do Polski.
Polonizacja Rusi i Litwy była więc dziełem tego samego impulsu politycznego (przyłączenie południowej Rusi, Podlasia, Wołynia, Kijowa), i okazała się dla dziejów kultury polskiej wagi pierwszorzędnej, ponieważ polonizacja Rusi litewskiej szła odtąd w przyśpieszonym tempie. Szybka polonizacja ruskich i litewskich warstw wyższych w początkowym okresie spowodowana była atrakcyjnością demokratycznych idei i praw, jakie uzyskiwano przystępując do nowej warstwy, zwłaszcza szlachty.
Ziemie obecnej Ukrainy znajdowała się pod zwierzchnictwem Korony Królestwa Polskiego, a jej obszar zamieszkiwali zarówno Kozacy, miejscowe ruskie i polskie chłopstwo zwane czernią, spolonizowana szlachta, duchowieństwo oraz Żydzi, Ormianie i inni. Zaraz po unii lubelskiej (1569) wysunięto program poszerzenia federacji o Księstwo Ruskie i utworzenie Rzeczypospolitej Trojga Narodów, ale program ten upadł (patrz: Unia Hadziacka).
Główny zarząd nad ziemiami ruskimi, królewszczyznami i starostwami (woj. kijowskie, bracławskie, czernihowskie, podolskie itd.) sprawowały rody magnackie, głównie Lubomirscy, Potoccy, Czartoryscy, Wiśniowieccy, Zasławscy, Ostrogscy. Część historiografii właśnie im przypisuje główną odpowiedzialność za wybuch buntów, jednak obecnie hipoteza ta jest podważana. Najnowsze badania udowodniły, że sytuacja chłopów ruskich nie różniła się od reszty kraju, a w latach urodzaju była nawet lepsza. Mimo początkowego długiego okresu tzw. wolnizny (czyli użytkowania ziemi pańskiej bez ponoszenia za to opłat) przysługującej także chłopstwu ruskiemu, a tym samym stawiającego go w znacznie lepszej sytuacji niż chłopstwa w centralnej Polsce, następowało stopniowe podnoszenie powinności pańszczyźnianych, tym samym nawarstwiając (spotęgowaną już przez uprzedzenia religijne) nienawiść tzw. prostego ludu do warstw uprzywilejowanych.
Procesy polonizacyjne nie wygasły również w okresie rozbiorów. W roku 1848 gubernatorem Galicji został Wacław Zaleski, dzięki któremu w miastach wprowadzono samorząd oraz rozszerzono polonizację administracji i szkolnictwa, politykę tę wspierał również hrabia Agenor Gołuchowski. Konsekwencją tego było m.in. przyśpieszenie procesu polonizacji kadr – „Nie znający języka polskiego odchodzili, od najwyższych do najniższych stanowisk w Galicji aparat państwowy obsadzony był przez Polaków” (kosztem urzędników niemieckojęzycznych), postępowała polonizacja szkolnictwa. W tym czasie nastąpiła również gwałtowna polonizacja kleru ruskiego, a język ruski został wyparty nawet z obrad konsystorzy greckokatolickich, „ponieważ dla przywódców Cerkwi był on zanadto prostackim”. W tych warunkach żaden duchowny ukraiński nie używał języka rodzimego w korespondencji. Równocześnie likwidacja wykładów w języku ruskim przez zaborcę austriackiego spowodowała zaprzepaszczenie przez Ukraińców istniejącej szansy rozwoju narodowego.

### Działania polonizacyjne władz międzywojennych
Próby polonizacji Ukraińców (w jęz. ukraińskim synonimami polonizacji полонізації są – спольщення, ополячення, оляшіння), były procesem ciągłym od początku istnienia II Rzeczypospolitej, i nabrały ostrości po śmierci Piłsudskiego. Zamierzano stopniowo, poprzez administracyjne naciski, doprowadzić do polonizacji Ukraińców.
Polska w lipcu 1919 ratyfikowała traktat o mniejszościach narodowych stanowiących uzupełnienie traktatu wersalskiego. O rozstrzyganiu kwestii językowych w szkolnictwie, sądownictwie, urzędach itp. decydował udział mniejszości narodowych wśród ludności jednostek terytorialnych. Według części badaczy tematu administracja państwowa stosowała manipulacje w celu pomniejszenia udziału mniejszości w ogólnej populacji kraju. Polityka polonizacji ludności ukraińskiej i białoruskiej zmierzała do podważenia traktatu o mniejszościach, który zresztą Polska wypowiedziała w 1934 r. Po 1921 r. w Warszawie zwyciężyły koncepcje asymilacyjne tzw. mniejszości słowiańskich. O ile jednak Białorusini poddawali się polonizacji, o tyle bardziej od nich świadomi narodowo Ukraińcy wybrali opór. W latach 20 XX w. powołano do życia ukraińskie partie polityczne o charakterze narodowym, takie jak Ukraińskie Zjednoczenie Narodowo-Demokratyczne, które dążyły do ugody z Polakami w ramach istniejącego porządku politycznego. Obok partii legalnych, choć przeżywających często szykany i prześladowania, istniały również ruchy całkowicie nielegalne, odrzucające jakąkolwiek współpracę z państwem polskim. W 1929 r. Wiedniu, w wyniku połączenia radykalnych grup nacjonalistów ukraińskich powstała tajna Organizacja Ukraińskich Nacjonalistów. Jej członkowie kontestowali polską władzę i dążyli do jej obalenia wszelkimi środkami, łącznie z zamachami terrorystycznymi – jedną z ofiar był m.in. wicepremier płk Bronisław Pieracki, na co władze II RP odpowiadały działaniami pacyfikacyjnymi.
Jedną z dróg do polonizacji Ukraińców prawosławnych, władze widziały w osłabieniu pozycji majątkowej Kościoła prawosławnego. Miały miejsce różne akcje „wzmacniania polskości” w rodzaju niszczenia „niepotrzebnych” cerkwi na terenie województwa lubelskiego i nawracanie siłą prawosławnych na katolicyzm na Wołyniu. Propagandowo przedstawiano ją jako odwracanie skutków prawosławizacji Polaków za czasów carskich. W jej ramach na Chełmszczyźnie i Podlasiu zniszczono ponad 100 cerkwi, prawie 200 przejął Kościół rzymskokatolicki. Akcja rewindykacyjna wpisywała się w ogólną politykę II Rzeczypospolitej wobec Kościoła prawosławnego, dążącą do maksymalnego ograniczenia jego wpływów politycznych i społecznych oraz zerwania jego związków z mniejszościami narodowymi ukraińską, rosyjską i białoruską. Całkowicie starano się wyprzeć prawosławie z Chełmszczyzny i Podlasia, zgodnie z deklaracją wojewody lubelskiego Stanisława Moskalewskiego, który oznajmił w 1921, że po Bug kraj jest czysto polski. W podobnym duchu wypowiadało się zresztą MWRiOP w lutym 1924, deklarując, iż na Lubelszczyźnie należy w ogóle wyprzeć prawosławie, lub też doprowadzić do jego zupełnej polonizacji. Znamienne było tutaj przemówienie wojewody lubelskiego Józefa Rożnieckiego z 1935, dla którego prawosławie z czynnika rusyfikacji stało się potencjalnym narzędziem ukraińskiego ruchu narodowego i który w związku z tym apelował o zdecydowaną walkę o jego polonizację, mówiąc w przemówieniu z 31 stycznia 1935, iż: Rola Cerkwi musi odpowiadać polskiej państwowej racji stanu, a więc być czynnikiem oddziałującym w duchu tej racji stanu, wiązać obywateli w pierwszym rzędzie z Państwem Polskim, a w odniesieniu do Lubelszczyzny musi być czynnikiem polonizacji... Dążymy do polonizacji Prawosławia. Ważną rolę odegrały również koła wojskowe, domagające się coraz silniej ostatecznego rozwiązania problemów wyznaniowych oraz polonizacji ludności Chełmszczyzny i Lubelszczyzny, traktowanej jak przymusowo zruszczeni Polacy. Ostatecznym celem akcji miała być całkowita polonizacja obszarów na zachód od Bugu oraz maksymalne umocnienie polskich wpływów kulturowych na wschód od niego. Plany te nie zostały zrealizowane z powodu wybuchu II wojny światowej oraz ze względu na postawę ludności prawosławnej.
Działania polonizacyjne prowadził także Korpus Ochrony Pogranicza (z założenia formacja ta miała być czysto polska). Oprócz organizowania pokojowych akcji propagandowych w kresowych miejscowościach, funkcjonariusze uciekali się często do przemocy wobec ich mieszkańców.
Ukraińcy jako naród czuli się gorzej w II Rzeczypospolitej niż w Austro-Węgrzech, dla przykładu ograniczano język ukraiński w szkolnictwie (w 1920 w granicach RP znajdowało się 3000 ukraińskich szkół powszechnych, w 1939 r. – 400, a w utrakwistycznych szkołach powszechnych, które w założeniu miały być dwujęzyczne, dominował język polski – szerzej na ten temat zob. Lex Grabski), czy likwidowano ukraińskie gimnazja (zarówno w wyniku świadomego blokowania dostępu do szkolnictwa, jak i z powodu ograniczenia rozwoju antypolskiego ruchu wśród młodzieży ukraińskiej związanej często z terrorystycznymi organizacjami jak z Ukraińską Wojskową Organizacją (UWO)), a mniejszość ukraińska stała się obywatelami drugiej kategorii. Nie weszła w życie autonomia dla Galicji Wschodniej, której wprowadzenie zapowiadała ustawa o zasadach powszechnego samorządu wojewódzkiego, a w szczególności województwa lwowskiego, tarnopolskiego i stanisławowskiego z 26 września 1922 r. (Dz.U. z 1922 r. nr 90, poz. 829), język polski pozostał jedynym językiem urzędowym w województwach południowo-wschodnich, a żaden przedstawiciel mniejszości ukraińskiej nigdy nie piastował w II RP funkcji ministra, wojewody ani nawet starosty, mimo że w niektórych powiatach odsetek Ukraińców wynosił ponad 75%.

### Polonizacja Ukraińców po II wojnie światowej
Obecnie Ukraińcy są jedną z najliczniejszych mniejszości narodowych w Polsce (obok Niemców). Jednak nie skupiają się oni na terenach graniczących ze zwartym terytorium etnosu polskiego, są rozproszeni w Polsce zachodniej i północnej. Do 1947 r. Ukraińcy polscy zamieszkiwali na terenach rozciągających się wzdłuż południowej i wschodniej granicy Polski, czyli od Krynicy po okolice Włodawy. Z wyjątkiem regionu Przemyśla i Sanoka, nie mieszkali oni tam od wczesnego średniowiecza, lecz napłynęli ze wschodu w wiekach XIV–XVI w ramach procesów migracyjnych w państwie polsko-litewskim. Przed II wojną światową część tych społeczności wykazywała odrębną od ukraińskiej tożsamość narodową – łemkowską.
Następstwem drugiej wojny światowej oraz dwu kolejnych fal przesiedleń ludności ukraińskiej nastąpiła całkowita dezorganizacja dotychczasowych struktur społecznych. Zlikwidowane zostały wszystkie ukraińskie organizacje obywatelskie: społeczne, oświatowe, gospodarcze, a także struktury Kościoła greckokatolickiego, będącego jedną z najważniejszych instytucji życia narodowego Ukraińców galicyjskich. Znaczna część młodych nacjonalistów ukraińskich zginęła w szeregach UPA lub została pojmana i stracona z wyroku polskich sądów. Najważniejsze pod tym względem były jednak wysiedlenia. Pierwsza w latach 1944–1946 około 480 tysięcy z ok. 620 tys. Ukraińców, mieszkających na powojennym terytorium Polski, wysiedlono do Związku Sowieckiego (część z nich, na samym początku akcji przesiedleńczej, wyjechała dobrowolnie), następnie zaś, wiosną 1947 r. pozostałych, w liczbie ok. 140 tys. wysiedlono do zachodnich i północnych województw, na Ziemie Odzyskane. W konsekwencji celem wysiedlenia z 1947 r. było przyspieszone wynarodowienie ludności ukraińskiej – „inaczej nie da się wytłumaczyć rozpraszania przesiedlanych niewielkimi grupami na ogromnym terytorium, rozrywania nie tylko więzi parafialnych, ale i rodzinnych. To, że – inaczej niż wśród diaspory ukraińskiej w innych krajach – nie doszło do skupiania się wysiedlonych Ukraińców, było rezultatem świadomej polityki władz”.
Początkowo polonizacja Ukraińców była jedynie językowa, nie wiążąca się ze świadomym akcesem do narodu polskiego.
Jeszcze do roku 1984 polonizacji podlegało również rusińsko-łemkowskie nazewnictwo miejscowości na tzw. Łemkowszczyźnie. Dla przykładu Bereźnica Wyżna na Brzezina, Chrewt na Przystań, Czerteż na Przedmieście, Czystogarb na Górna Wieś, Dąbrówka Ruska na Dąbrówka, Dołżyca na Zakole, Dudyńce na Szybistów, Dydiowa na Zacisze, Hłudno na Chłodnik, Horodek na Gródek, Hulskie na Stanisławów, Jabłonica Ruska na Jabłonica, Jawornik Ruski na Jaworowice, Kulaszne na Międzygórze, Łodyna na Łęgi, Morochów na Mroczków i wiele innych. Nazwy te mając znaczenie w dialektach ukraińskich po polsku je traciły. Pod wpływem protestów reaktywowano Komisję Ustalania Nazw Miejscowości i Obiektów Fizjograficznych zlikwidowaną w 1975 r., a jej nowy przewodniczący, prof. Mieczysław Szymczak, zażądał przywrócenia starych nazw. Sprawa doczekała się finału dopiero w 1981 r., lecz do wielu historycznych nazw łemkowskich już nie powrócono np. Królowa Górna.
Historiografia polska starała się podkreślić swoistą misję cywilizacyjną, jaką miała spełnić kolonizacja Rusi Czerwonej przez ludność napływową. Historiografia rosyjska, ukraińska i radziecka minimalizowały wpływy polskie bądź dostrzegały tylko ujemne strony polskiej ekspansji osadniczej, która rzekomo miała się przyczynić do wyniszczenia gospodarczego Rusi Czerwonej i jej kulturalnego upadku.

## Polonizacja Niemców
Liczba Niemców na ziemiach polskich nie stanowiła w ciągu dziejowym stałej wartości, lecz ulegała zmianom w zależności od różnych czynników i do połowy XIX w. był to głównie napływ ludności. Ich ubytek powodowała głównie polonizacja tej grupy. W okresie po 1918 r. w celu przyspieszenia efektów polonizacji Niemców zalecano głównie pod wpływem endecji „zerwanie więzi łączącej ich z etnicznym państwem niemieckim, odcięcie ich od wpływów tego państwa”. Plan piętnastoletni przyjęty przez rząd polski w 1938 r. przewidywał m.in. na lata 1941–1951 podniesienie stanu sanitarnego miast i „ostatecznej polonizacji miast polskich” (w sensie gospodarczym).

### Historia osadnictwa
Historyk Aleksander Brückner w Encyklopedii staropolskiej zapisał: „Do Polski przybywali Niemcy najpierw od X do XIV wieku, jako drużyna rycerska wstępująca na służbę Bolesławów i Kazimierzów; z Łużyc, Miśni, [...] i rychło polszczyli, od nich wywodzi się wiele rodzin szlacheckich: Herburty, Kietlicze, Bibersteiny, Korcboki i in. Drugi, nierównie znaczniejszy napływ Niemców, chłopów i mieszczan, dokonał się w XIII i XIV wieku. Kraj mało zaludniony przedstawiał dla Niemców, opuszczających z powodu przeróżnych klęsk, i przeludnienia swe siedziby w Miśni, Turyngi, [...], pole nęcące, najpierw Śląsk, za nim Wielkopolska i Małopolska. Koloniści osiadali po grodach, które przekształcali na miasta, rzadziej po wsiach, wraz ze swoimi porządkami, podnosząc pracą wytrwałą kulturę miejską i wiejską. Trzymali się silnie razem, nie rozpływali się w otoczeniu polskim. Dopiero w ciągu XIV i XV wieku rozpoczęła się asymilacja od dołu, przez ożenki i napływ Polaków do miast i miasteczek. [...] W roku 1537 oddano kościół N.P. Marii gminie polskiej, a dopiero w roku 1600, zniosła rada miejska zagajanie sądów ławniczych po niemiecku; tak uporczywa była tradycja tu, w Poznaniu, Bieczu, i in. Ślady fal osadniczych przechował język miejski w słownictwie, nie strukturze językowej (oprócz przyrostka na -unek) [...]. Słowo polskie nabierało specjalnego znaczenia pod wpływem niemieckiego np. miasto (pierwotnie oznaczało tylko miejsce) gaić (sądy) itd. Czasowniki np. szukać (dawne iskać), musieć. W zwyczajach, wierzeniach i obrzędach; dyngus i śmigus są niemieckie – dingus (oszacowanie, obdarowanie jajkiem, wędzonką) i schneck-ostern (smaganie rózgą świąteczną), wynoszenie śmieci za wieś, kary: wożenie kłody, zawieszanie w koszu nad wodą, ciągnienie kota przez wodę, wiara w skrzaty, koboldy. Całe słownictwo górnicze było wyłącznie niemieckie.”.
Zwyczajowe prawo saskie, rozpowszechnione na ziemiach polskich, używane było w licznych miastach polskich (osadzanych na prawie magdeburskim) obok Weichbildu saskiego, z licznymi zmianami obowiązywało do chwili uchwalenia Konstytucji III Maja. Jedna z wersji tego prawa została złożona przez Kazimierza Wielkiego w sądzie wyższym prawa niemieckiego na Zamku w Krakowie, przez co stało się tekstem oficjalnym. Niektórzy historycy jak np. Mychajło Hruszewski podkreślali, że na terenach Rusi Czerwonej zajętych przez Kazimierza Wielkiego „w konsekwencji żywioł niemiecki przyczynił się niewątpliwie do wzmocnienia etnosu polskiego”.

### Ziemie Odzyskane

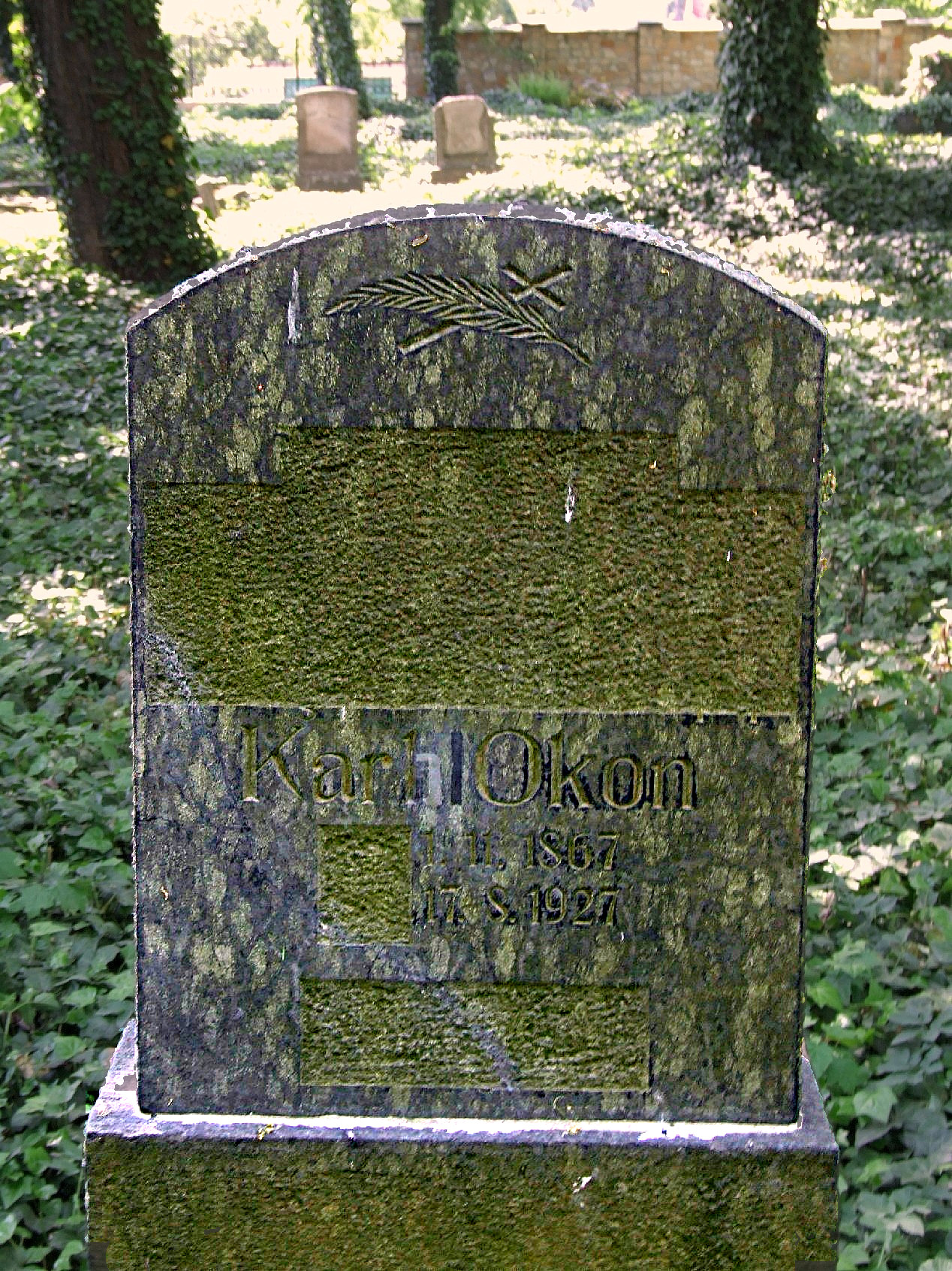
Przykład niemieckiego nagrobka – napisy zostały skute

19 stycznia 1945, 7 dni po przekroczeniu Wisły przez Armię Czerwoną, władze niemieckie wydały zarządzenie o ewakuacji terenów położonych na wschód od Odry, wywołując masową ucieczkę niemieckiej ludności tych ziem na zachód. Jednocześnie Armia Czerwona zajmowała stopniowo wschodnie tereny III Rzeszy. Jednym z ostatnich ognisk oporu niemieckiego stanowił położony na Dolnym Śląsku Wrocław, przekształcony w Festung Breslau, okrążony od 15 lutego 1945, skapitulował on dopiero 6 maja 1945, 4 dni po Berlinie.
Po zakończeniu wojny, na konferencji poczdamskiej tereny położone na wschód od Odry i Nysy Łużyckiej przekazano Polsce. W okresie od listopada 1945 do stycznia 1949 władzę nad nimi sprawowało Ministerstwo Ziem Odzyskanych, któremu szefował Władysław Gomułka. Jego zadaniem była szeroko pojęta administracja Ziemiami Odzyskanymi oraz scalenie ich z resztą kraju. Powołanie odrębnego resortu wyodrębnionego na podstawie kryterium nie rzeczowego, a terytorialnego było również zabiegiem politycznym, mającym na celu wyłączenie dużej części terytorium kraju spod władania Ministerstwa Administracji Publicznej, na którego czele stał Władysław Kiernik z PSL-u. Po 1950 na mocy zarządzenia Prezesa Rady Ministrów nr 72 z dnia 7 kwietnia 1952 oraz poufnych instrukcji rozpoczęła się repolonizacja nazwisk zgermanizowanych oraz polonizacja nazwisk niemieckich, a także odrzucenie imion z niemieckiego kręgu kulturowego.
Rozpoczęto również proces repolonizacji dla Ziem Odzyskanych. Starano się zlikwidować posługiwanie się językiem niemieckim w miejscach publicznych, obserwowane zwłaszcza na obszarze Śląska Opolskiego. O „losie” książek decydować miały wojewódzkie lub powiatowe komisje klasyfikacyjne książek niemieckich, z których wiele zniszczono, a część przekazano do bibliotek. W latach 1946–1950 przy prezesie Rady Ministrów działała Komisja Ustalania Nazw Miejscowości i Obiektów Fizjokratycznych, która ustaliła nazewnictwo na tych terenach. W wielu przypadkach „poprawiała” historyczne nazwy, które uznała za zgermanizowane lub zbyt gwarowe (np. w miejsce historycznej nazwy Szychowice wprowadzono Ciechowice, Grewnot zastąpiono Grotowicami a bytomskie Szombierki istniały do 1990 roku jako Chruszczów). Jeśli jakaś nazwa nie posiadła słowiańskiego odpowiednika, nadawano miano osady już nieistniejącej, ale w przeszłości wzmiankowanej w okolicy (np. Bojków zamiast Szywałd). Nie zawsze przyjmowano też stare nazwy słowiańskie, ale z morawskimi korzeniami – Šamařovice stały się Samborowicami, Hračany stały się Gródczanami.
W czerwcu 1945 Prezydium Rady Ministrów zaleciło usunięcie napisów niemieckich z drogowskazów, szyldów i pojazdów. Wcześniej, bo już w styczniu 1945 Aleksander Zawadzki wydał zakaz używania języka niemieckiego i nakaz usuwania wszelkich śladów niemieckich. Działania te miały się zakończyć do lipca, ale później kilkukrotnie przesuwano datę, ostatecznie aż do lipca 1948. Na mieszkańców Śląska, także jeszcze tych niewysiedlonych niemieckiego pochodzenia, wywierano presję, aby zmieniano nazwiska i imiona na bardziej polskie. Akcja ta szła jednak opornie, jeszcze w następnych latach często manifestacyjnie posługiwano się w miejscach publicznych językiem niemieckim. Karane było nie tylko publiczne używanie języka niemieckiego, ale także używanie druków akcydensowych, wag czy skrzynek na listy z niemieckimi napisami, mimo że odpowiedników z napisami polskimi nie sposób było nabyć.
Jednocześnie trwała tzw. polonizacja oddolna („odniemczanie”) – usuwano pozostałości po niemieckiej historii w każdym zastanym aspekcie na Ziemiach Odzyskanych – niszczono niemieckie napisy nie tylko wśród oficjalnego nazewnictwa, ale także m.in. na pomnikach, kościołach i cmentarzach (to ostatnie budziło opory administracji kościelnej, choć wspierał je np. biskup Bolesław Kominek w Opolu).
Przez cały okres PRL-u na terenie Górnego Śląska obowiązywał zakaz nauczania języka niemieckiego w szkołach podstawowych i średnich przy jednoczesnym przyzwoleniu władz na nielegalne komplety szkolne organizowane przez niemieckie społeczności. Natomiast na Dolnym Śląsku komunistyczne władze polskie zezwalały na rozwój niemieckojęzycznej oświaty. Już na początku lat 50. (stosunek rządu PRL do mniejszości niemieckiej zmienił się po powstaniu NRD w 1949 roku) powstało wiele placówek opiekuńczo-wychowawczych i edukacyjnych (m.in. przedszkola, szkoły podstawowe, szkoły średnie) w których językiem nauczania był język niemiecki. W latach 1957–1959, w wyniku masowych wyjazdów Niemców z Dolnego i Górnego Śląska do Niemiec Zachodnich lub, rzadziej, Niemieckiej Republiki Demokratycznej, liczba szkół sukcesywnie zaczęła ulegać znacznemu zmniejszeniu.